# Airdox

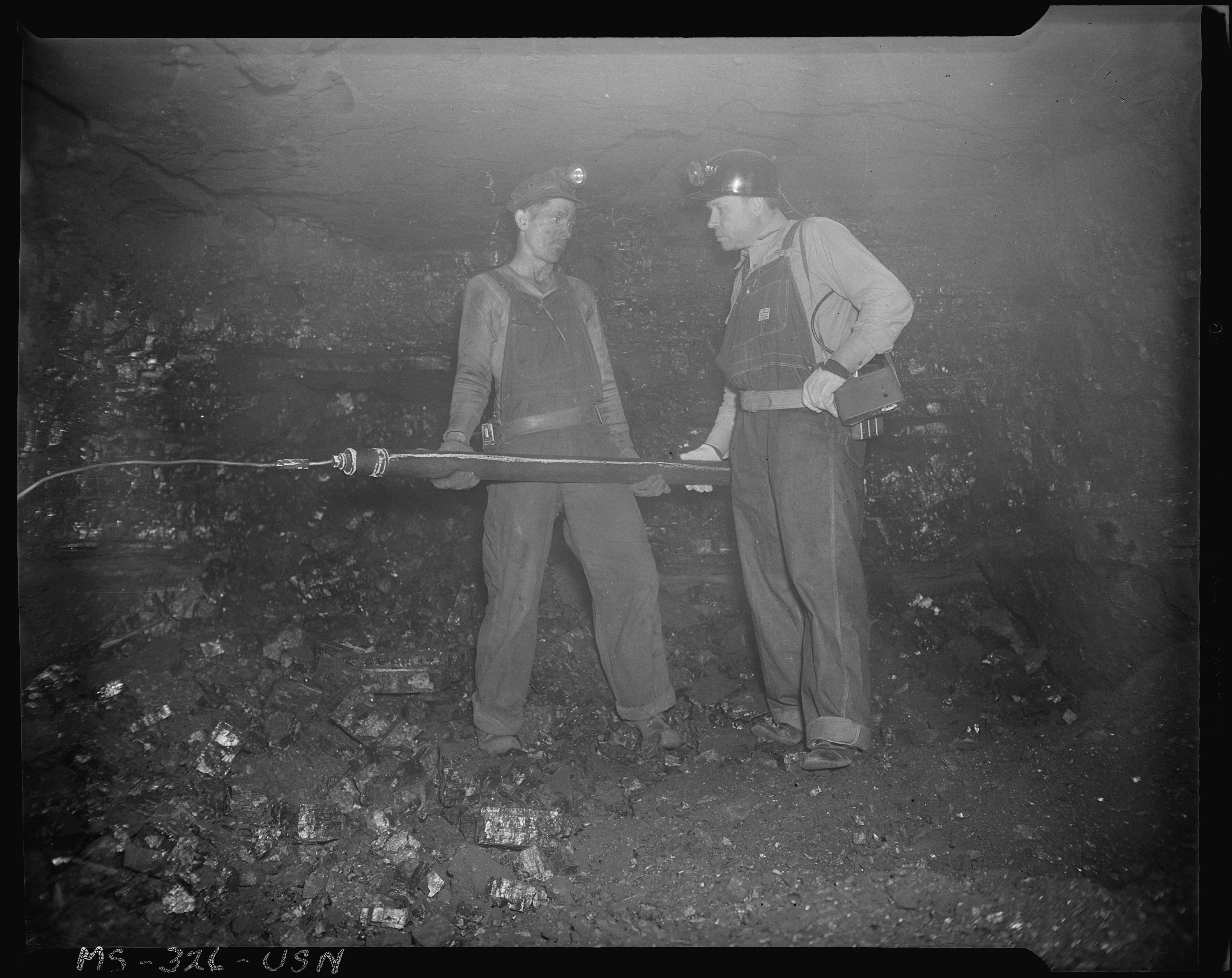
Górnik z głowicą Airdox, kopalnia Victory, Terre Haute, Hrabstwo Vigo, Indiana, USA, 1946

Airdox – zarówno nazwa sposobu, jak i także urządzenia do bezpiecznego wobec metanu i pyłu węglowego bezogniowego urabiania węgla za pomocą powietrza. Powietrze znajduje się w nabojnicy pod ciśnieniem ok. 70 MPa (700 at), które po ścięciu płytki lub sworznia w nabojnicy wypływa do otworu strzałowego i rozprężając się urabia caliznę. Urobek zawiera bardzo mało ziarn drobnych.